# 2005 aux États-Unis
Chronologie des États-Unis
- 2001
- 2002
- 2003
- 2004
- 2005
- 2006
- 2007
- 2008
- 2009

Cette page concerne des événements qui se sont produits durant l'année 2005 du calendrier grégorien aux États-Unis.

## Gouvernement
- Président : George W. Bush
- Vice-président : Dick Cheney
- Secrétaire d'État : Colin Powell jusqu'au 20 janvier, puis Condoleezza Rice

- Chambre des représentants - Président : Dennis Hastert (Parti républicain)

## Événements

### Janvier

#### Samedi1erjanvier
- Match incontournable de la saison universitaire de football américain le « Rose Bowl Game » mettait cette année aux prises l'université du Michigan à celle du Texas. Les Texans s'imposent d'un souffle 38-37. L'homme du match est le quarterback du Texas, Vince Young, qui signe quatre touchdowns en course pour 192 yards gagnés ! À la passe, 180 yards gagnés pour un autre touchdown.
- Entrée en vigueur en Californie d'une loi comparable au PACS français pour les couples homosexuels.
- Le laboratoire pharmaceutique américain Eli Lilly aurait été au courant, dès les années 1980, des effets secondaires inquiétants de leur médicament vedette, le Prozac, prescrit à près de 50 millions de personnes dans le monde, et aurait cherché à en minimiser les répercussions.

#### Lundi3 janvier
- Les autoroutes aux abords de Los Angeles sont bloquées par la neige. La chaîne de la Sierra Nevada a en effet enregistré de fortes chutes de neige qui ont légèrement touché les régions de plaine. Chutes de neige plus modestes dans le centre-ville de Los Angeles.

#### Samedi15 janvier
- Droits de l'homme : le caporal Charles Graner a été condamné à dix ans de prison par un tribunal militaire pour les tortures perpétrées dans la prison d'Abu Ghraib, en Irak. Il continue de clamer qu'il obéissait à des ordres mais, selon l'accusation, il est l'instigateur et le meneur des autres prévenus. Plusieurs courriers avec sa famille montrent bien qu'il se vantait de faire subir des tortures aux prisonniers, plusieurs témoins ont déclaré qu'il prenait du plaisir à humilier et à torturer les prisonniers. Mais des doutes subsistent quant à la responsabilité totale de Charles Graner car un de ses supérieurs l'a même félicité en lui faisant remarquer qu'il avait « reçu de nombreuses félicitations de la chaîne de commandement et particulièrement du lieutenant-colonel Jordan. » L'armée a révélé que, depuis cette semaine, le lieutenant-colonel Jordan faisait l'objet d'une enquête sur son comportement à Abou Ghraïb.

#### Jeudi20 janvier
- Cérémonie d'investiture pour le président George W. Bush qui entame son second mandat.

### Février

#### Jeudi3 février
- Discours sur l'état de l'Union du président George W. Bush devant le Congrès.

Lundi 14 février
Création de Youtube, San Mateo (Californie), États-Unis

### Mars

#### Mardi1ermars
- La Cour suprême des États-Unis abolit la peine de mort pour les moins de 18 ans.

Mercredi 23 mars
- Explosion d'une raffinerie à Texas City : 15 morts, 180 blessés et des dégâts dans un rayon d'un kilomètre[1],[2].

### Mai
- Résolution budgétaire du Congrès allouant 82 milliards de dollars de crédits supplémentaires aux opérations militaires en Irak en Afghanistan.

### Juin

#### Lundi6 juin
- Dans Gonzales v. Raich (en), la Cour suprême des États-Unis juge que la clause de commerce (en) confère aux États fédéraux le droit d'interdire la culture et la consommation de cannabis pour l’usage personnel du « cultivateur ».

### Août

#### Lundi29 août
- L'Ouragan Katrina atteint la Louisiane et détruit une partie de La Nouvelle-Orléans, faisant officiellement 1 836 morts et 705 disparus.

### Septembre

#### Samedi24 septembre
- L'Ouragan Rita de force 5 touche les côtes du Texas et de la Louisiane faisant officiellement 120 victimes.

### Décembre

#### Jeudi8 décembre
- Sur le vol 1248, un Boeing 737 de la Southwest Airlines s'abîme en bout de piste à l'aéroport international Midway de Chicago. Après avoir franchi les clôtures aéroportuaires, l'appareil finit sa course à l’intersection de Central Avenue et de la 55e Avenue dans un quartier sud-ouest de Chicago (Illinois) percutant alors deux véhicules et faisant 13 blessés et un mort, un enfant âgé de 6 ans et passager de l'une des deux voitures.

#### Mardi13 décembre
- Exécution de Stanley Williams, alias Tookie, à la prison californienne de San Quentin, à l'âge de 51 ans.

## Culture

### Cinéma

#### Films américains sortis en 2005
- Batman begins (Christopher Nolan)

#### Autres films sortis aux États-Unis en 2005
- allan brunelle

#### Oscars
- Meilleur film :
- Meilleur réalisateur :
- Meilleur acteur :
- Meilleure actrice :
- Meilleur film documentaire :
- Meilleure musique de film :
- Meilleur film en langue étrangère :

## Naissance en 2005
- Connor Michalek, fan de la World Wrestling Entertainment (WWE). († 25 avril 2014)
- 25 juillet : Pierce Gagnon, acteur.
- 9 août : Caylee Anthony, victime de meurtre. († 16 juin 2008)

## Décès en 2005
- 12 août : Waverly B. Woodson Jr., médecin militaire, qui s'illustre lors de la bataille de Normandie pendant la Seconde Guerre mondiale (° 3 août 1922).
- 24 octobre : Rosa Parks, figure importante dans la lutte de la ségrégation raciale (°.(4 février 1913)